# Sakartvelos tasi 2016
La Sakartvelos tasi 2016 (in georgiano საქართველოს თასი, Coppa di Georgia), nota anche come Coppa David Kipiani 2016, è stata la 27ª edizione del trofeo. La competizione è iniziata il 15 agosto 2016 e si è conclusa il 22 novembre 2016 con la finale. La Torpedo Kutaisi ha vinto la coppa per la terza volta nella sua storia e ha guadagnato l'accesso al primo turno di qualificazione della UEFA Europa League 2017-2018.

## Formula del torneo
| Turno             | Numero di incontri | Squadre | Entrano a questo turno                                 | Date              |
| ----------------- | ------------------ | ------- | ------------------------------------------------------ | ----------------- |
| Turno preliminare | 4                  | 32 → 28 | 8 squadre di Pirveli Liga                              | 15 agosto 2016    |
| Primo turno       | 12                 | 28 → 16 | 10 squadre di Pirveli Liga 10 squadre di Umaglesi Liga | 23-24 agosto 2016 |
| Secondo turno     | 8                  | 16 → 8  | 4 squadre di Umaglesi Liga                             | 21 settembre 2016 |
| Quarti di finale  | 4                  | 8 → 4   | –                                                      | 19 ottobre 2016   |
| Semifinali        | 2                  | 4 → 2   | –                                                      | 2 novembre 2016   |
| Finale            | 1                  | 2 → 1   | –                                                      | 22 novembre 2016  |

## Squadre Partecipanti
| Umaglesi Liga | Pirveli Liga |
| Chik. Sachkhere Dila Gori Dinamo Batumi Dinamo Tbilisi Guria Lanchkhuti K'olkheti-1913 Poti Lok’omot’ivi Tbilisi Saburtalo Tbilisi Samt'redia Shukura Kobuleti Sioni Bolnisi Tskhinvali T'orp'edo Kutaisi Zugdidi | Borjomi Chiatura Chkherimela Kharagauli Gagra Gardabani Imereti Khoni K'olkheti Khobi Lazika Zugdidi Liakhvi Achabeti Mark Stars Merani Mart'vili Meshakht'e T'q'ibuli Rustavi Samgurali Ts'q'alt'ubo Sapovnela Squri Sulori Vani WIT Georgia |

## Turno preliminare
| Squadra 1      | Risultato | Squadra 2            |
| -------------- | --------- | -------------------- |
| 15 agosto 2016 |           |                      |
| Squri          | 0 - 2     | Imereti Khoni        |
| Sulori Vani    | 1 - 0     | Rustavi              |
| Chiatura       | 1 - 0     | Meshakht'e T'q'ibuli |
| Gardabani      | 1 - 0     | Mark Stars           |

## Primo turno
| Squadra 1              | Risultato   | Squadra 2            |
| ---------------------- | ----------- | -------------------- |
| 23 agosto 2016         |             |                      |
| Imereti Khoni          | 1 - 2       | Sioni Bolnisi        |
| Samgurali Ts'q'alt'ubo | 1 - 4       | T'orp'edo Kutaisi    |
| Merani Mart'vili       | 2 - 0       | Dinamo Batumi        |
| Chkherimela Kharagauli | 2 - 1       | Saburtalo Tbilisi    |
| Liakhvi Achabeti       | 2 - 0       | Shukura Kobuleti     |
| Gagra                  | 1 - 2       | Guria Lanchkhuti     |
| Chiatura               | 0 - 3       | K'olkheti-1913 Poti  |
| WIT Georgia            | 0 - 1       | Lok’omot’ivi Tbilisi |
| Sulori Vani            | 1 - 0       | Zugdidi              |
| 24 agosto 2016         |             |                      |
| Borjomi                | 4 - 0       | Sapovnela            |
| Lazika Zugdidi         | 3 - 2 (dts) | Gardabani            |
| K'olkheti Khobi        | 2 - 0       | Tskhinvali           |

## Secondo turno
| Squadra 1              | Risultato              | Squadra 2            |
| ---------------------- | ---------------------- | -------------------- |
| 21 settembre 2016      |                        |                      |
| Chkherimela Kharagauli | 0 - 3                  | Samt'redia           |
| Borjomi                | 0 - 3                  | Dinamo Tbilisi       |
| K'olkheti Khobi        | 1 - 3                  | Chik. Sachkhere      |
| Liakhvi Achabeti       | 0 - 3                  | Lok’omot’ivi Tbilisi |
| Merani Mart'vili       | 1 - 1 (dts) (rig: 4-3) | Dila Gori            |
| Lazika Zugdidi         | 3 - 4                  | T'orp'edo Kutaisi    |
| Sioni Bolnisi          | 0 - 1                  | K'olkheti-1913 Poti  |
| Sulori Vani            | 3 - 1                  | Guria Lanchkhuti     |

## Quarti di finale
| Squadra 1        | Risultato              | Squadra 2            |
| ---------------- | ---------------------- | -------------------- |
| 19 ottobre 2016  |                        |                      |
| Chik. Sachkhere  | 0 - 0 (dts) (rig: 5-3) | Samt'redia           |
| Merani Mart'vili | 1 - 0 (dts)            | K'olkheti-1913 Poti  |
| Sulori Vani      | 0 - 1                  | T'orp'edo Kutaisi    |
| Dinamo Tbilisi   | 3 - 1                  | Lok’omot’ivi Tbilisi |

## Semifinali
| Squadra 1        | Risultato | Squadra 2         |
| ---------------- | --------- | ----------------- |
| 2 novembre 2016  |           |                   |
| Merani Mart'vili | 3 - 0     | Chik. Sachkhere   |
| Dinamo Tbilisi   | 2 - 3     | T'orp'edo Kutaisi |

## Finale
| Arbitro: | George Vadatchkoria |

|               |           |                         |
| Sabanadze 53’ | Marcatori | 16’ Guruli 36’ Tughushi |